# Kantarama Gahigiri
Kantarama Gahigiri, née à Genève en 1976, est une cinéaste helvético-rwandaise. Elle étudie et travaille huit ans aux États-Unis puis revient en Suisse. Ses réalisations sont diverses, courts métrages, clips musicaux, film de fiction, séries télévisées. Elle est également productrice mais aussi  actrice dans quelques films.

## Biographie
Elle est née à Genève en 1976 et a la double nationalité, suisse et rwandaise. En 2001, elle obtient un master en affaires internationales de l'Institut de hautes études internationales et du développement de Genève (IUHEI). Elle complète cette première formation par un parcours aux États-Unis grâce à une bourse Fulbright obtenue en 2004. Elle se spécialise dans la 
communication et la production audiovisuelle et obtient un deuxième master à l'institut de technologie de New York,,.
Elle reste huit ans au total aux États-Unis, travaillant dans l'industrie de la télévision et du cinéma, sur des projets tels que Suits  de Aaron Korsh, Person of Interest de Jonathan Nolan, Men in Black 3 de Barry Sonnenfeld. Elle dirige aussi la réalisation de courts métrages et d'une série,  Me+U. Elle est également actrice dans un film de science-fiction de  Richard Kroehling, 2B, sorti en 2009. 
Elle revient ensuite en Suisse. Elle participe au scénario, à la réalisation avec Frédéric Baillif, et à la production de son  premier long métrage de fiction, Tapis Rouge,,. Ce film est tourné en 2014 à Lausanne et à Cannes,. Il sort en salle en Suisse en 2015 et en France en 2017, récompensé à plusieurs reprises, notamment du prix du Meilleur long métrage francophone en 2014 au Festival international du film de Genève, et de la Meilleure mise en scène en 2015 au Festival du film de Chelsea à New York. Puis elle travaille avec un autre réalisateur rwandais, Kivu Ruhorahoza, sur un thriller, Tanzanite,. Elle est également actrice dans un film franco-belge de Joël Karekezi sorti en 2018, The Mercy of the Jungle, et officie comme marraine du Festival du film africain Mashariki à Kigali, au Rwanda.

## Filmographie

### Comme scénariste, réalisatrice ou productrice
| Année | Film                      | Scénariste | Réalisatrice | Productrice | Notes         |
| ----- | ------------------------- | ---------- | ------------ | ----------- | ------------- |
| 2023  | Terra Mater - Mother Land | ✔️         | ✔️           |             | Court-Métrage |
| 2021  | Ethereality               | ✔️         | ✔️           |             | Court-Métrage |
| 2017  | Né pour mourir            |            | ✔️           |             | Court-Métrage |
| 2017  | Lost Angel Less           | ✔️         | ✔️           | ✔️          | Court-Métrage |
| 2014  | Pinot in the Grass        | ✔️         | ✔️           | ✔️          | Court-Métrage |
| 2014  | Tapis rouge               | ✔️         | ✔️           | ✔️          | Film          |
| 2013  | Me + U                    | ✔️         | ✔️           | ✔️          | Série TV      |
| 2011  | The Elevator              | ✔️         | ✔️           | ✔️          | Court-Métrage |
| 2009  | Leila                     | ✔️         | ✔️           | ✔️          | Court-Métrage |
| 2008  | Check                     | ✔️         | ✔️           | ✔️          | Court-Métrage |

### Comme actrice
- 2009 : 2B de  Richard Kroehling.
- 2018 : The Mercy of the Jungle de Joël Karekezi.

## Récompenses
- Festival du film de Chelsea - Meilleur mise en scène  2015[12]